# Carybdea marsupialis
Carybdea marsupialis è una specie di Cubomedusae della famiglia Carybdeidae, volgarmente chiamata medusa scatola o cubomedusa.

## Habitat e distribuzione
Specie Atlantica, sempre più diffusa nel Mar Mediterraneo, normalmente reperibile nella fascia batiale, molto facile incontrarle nelle acque basse e sabbiose del basso Adriatico, considerata l'evidente presenza di facili prede per questa e l'ambiente favorevole. È presente anche nelle acque del Golfo del Messico.

## Descrizione

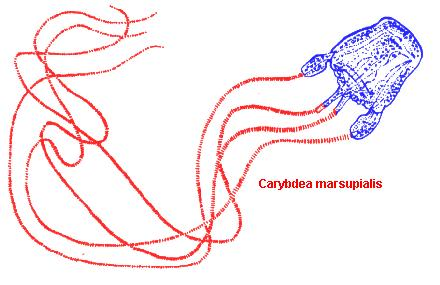
Disegno raffigurante C. marsupialis

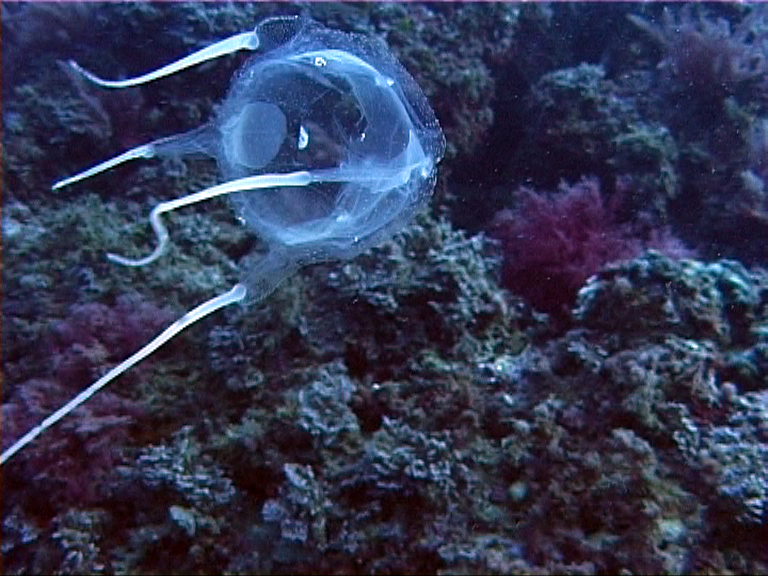
C. marsupialis nuotando nelle acque di Civitavecchia.

Questa specie è dotata di ombrella all'incirca cubica, trasparente. I tentacoli sono quattro, lunghi dieci volte il corpo e sono trasparenti con anelli rossi. L'ombrella misura fino a 3 cm, i tentacoli mediamente non vanno oltre i 30 cm negli esemplari più grandi. È facile di riconoscerla sott'acqua per via della accentuata colorazione dei tentacoli.
Si nutre quasi essenzialmente di copepodi Acartia e di policheti Ceratonereis e di aringhe del genere Jenkinsia.

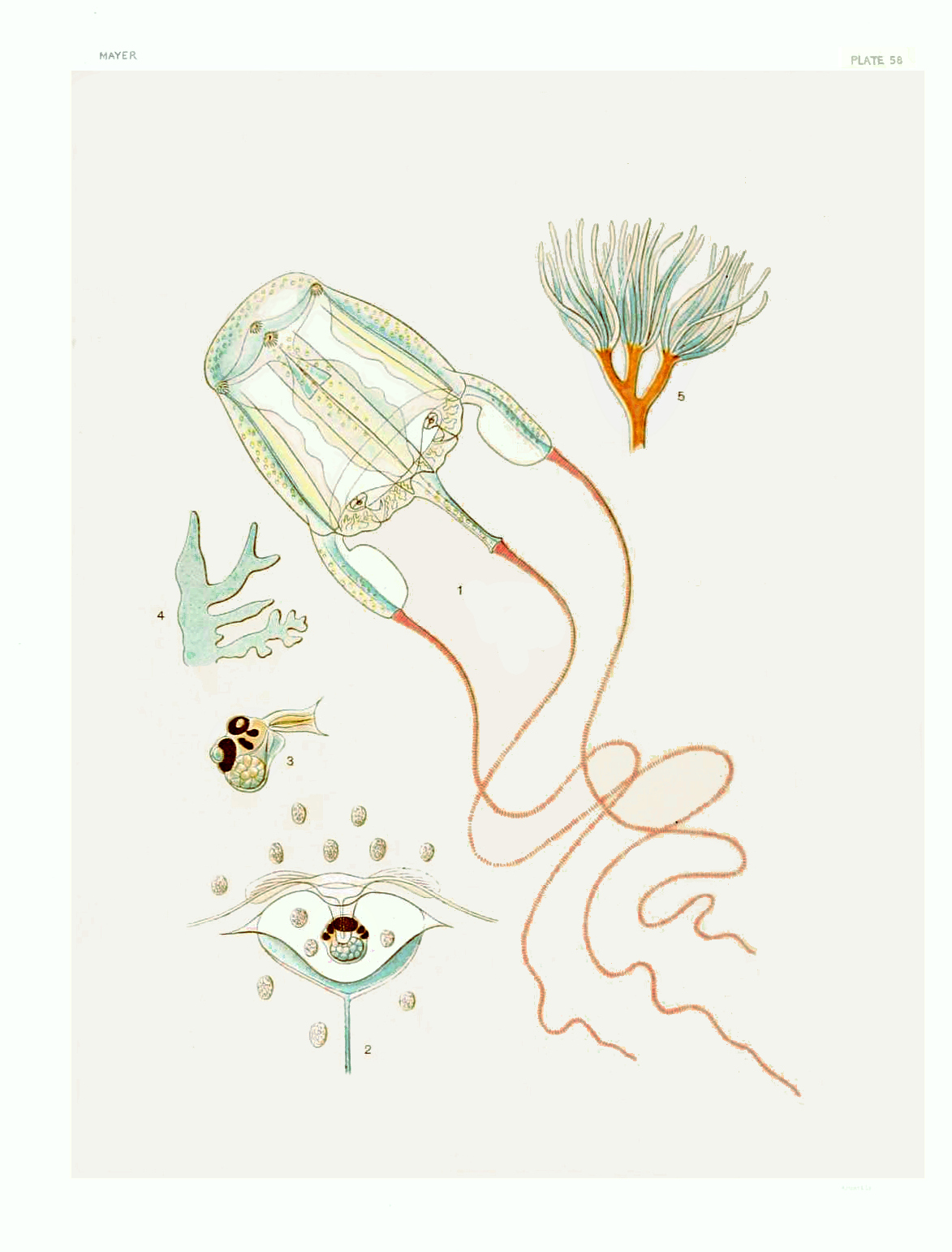
C. marsupialis, illustrazione da Medusae of the World, vol. 3, di A.G. Mayer.
1. medusa adulta (Stazione Zoologica di Napoli, 5 dicembre 1907).
2. Ropalio visto dal lato dell'esombrella.
3. Vista laterale del ropalio.
4. Uno dei canali del velarium con le ramificazioni.
5. Uno dei cirri gastrici con ramificazioni terminali a spazzola.

## Pericolosità
Sebbene non forte come nelle specie tropicali (come Chironex fleckeri), il veleno di questa specie può provocare serie ustioni ed anche mettere in pericolo la vita dell'intossicato, soprattutto per via di eventuali allergie dovute a determinate particelle presenti nell'insieme proteico che ne compone il veleno. In caso di contatto è facile che i fragili tentacoli si avvolgano ad un arto, è importante togliere immediatamente il tentacolo, anche a mani nude (comunque è meglio proteggersi, per evitare ustioni anche sulle mani) e curarsi. È un veleno termolabile, ovvero la sua azione tende a svanire con l'esposizione della parte urticata a forti sorgenti di calore (sabbia bollente o acqua bollente). Anche l'azione dell'ammoniaca ha effetti lenitivi, così come l'aceto. I segni di ustione posso rimanere sull'epidermide anche per varie settimane.
Le cellule velenifere, presenti in massa sulla superficie dei tentacoli, prendono il nome di cnidocisti e hanno la capacità di inoculare piccole dosi di veleno direttamente sotto pelle. Se non rimosse con sfregamento e persistenti lavaggi potrebbero provocare forti irritazioni a breve-medio termine, che diverrebbero poi cicatrici.
Vi è una differenza fra numero di proteine bioattive isolate nel veleno della C. marsupialis mediterranea e in quello caraibica, il che indica variazioni intra-specie. In ogni modo, la C. marsupialis che vive nel Mediterraneo è facilmente distinguibile dalle Carybdea dei Caraibi (C. xaymacana e C. auct. xaymacana) dalla forma dei facelle gastriche, il che fa planare dubbi sulla corretta classificazione degli esemplari caraibici sotto il nome di C. marsupialis.